# غريغ يايتانيس
غريغ تشارلز يايتانيس (باللغة الإنجليزية: Gregory Charles Yaitanes؛ مواليد 18 يونيو 1970) هو مخرج أفلام وتليفزيون أمريكي. وهو أيضًا مستثمر في تويتر.

## وصلات خارجية
- غريغ يايتانيس في قاعدة بيانات الأفلام على الإنترنت (بالإنجليزية)